# Khogyani (huyện)
Khogyani là một huyện thuộc tỉnh Nangarhar, Afghanistan. Dân số thời điểm năm 1999 là 106,609 người.